# Jack Tramiel
Jack Tramiel (izvorno poljski Jacek Trzmiel) (Łódź, 13. prosinca 1928. – Monte Sereno, 8. travnja 2012.) poslovni čovjek, poznatiji kao osnivač tvrtke Commodore International, proizvođač kalkulatora i kućnih računala: Commodore i Amiga. Nakon što je napustio Commodore sredinom 1980-tih, je postao vlasnik američke tvrtke Atari nakon što ju je kupio od tvrke Warner Bros.